# Airbus THOR
L'Airbus THOR (Test of Hi-tech Objectives in Reality, 'Prova d'Objectius d'Alta Tecnologia en la Realitat') és un vehicle aeri no tripulat (UAV) desenvolupat per Airbus i fabricat parcialment per impressió en 3D. Es tracta possiblement de la segona aeronau impresa en 3D a emprendre el vol, després del Sulsa (2011). Fou presentat a la Fira Aeronàutica de Berlín. Excepte les parts elèctriques dels motors, aquest model semblant a un dron es compon íntegrament de parts impreses en 3D amb poliamida. Encara es troba en fase beta, però el Thor i altres aeronaus similars tenen com a objectiu fer que volar sigui més barat i segur.
El Thor emprengué el seu primer vol el novembre del 2015 prop d'Hamburg, on passà per la majoria de proves.

## Especificacions
- Tripulants: 0
- Llargada: 4 m
- Pes en buit: 21 kg
- Motors: 2 hèlixs